# Stati e territori dell'Australia per indice di sviluppo umano
     > 0,950
     0,950–0,940
     0,940–0,930
     0,930–0,920
     < 0,920

Stati e territori dell'Australia per indice di sviluppo umano 2017.
Legenda:
> 0,950
0,950–0,940
0,940–0,930
0,930–0,920
< 0,920

Questa è una lista di Stati e territori dell'Australia per indice di sviluppo umano 2021.
| Very High human development | Very High human development           | Very High human development | Very High human development |
| Posizione                   | Stato                                 | 2021 HDI                    | Comparabile con             |
| --------------------------- | ------------------------------------- | --------------------------- | --------------------------- |
| 1                           | Territorio della Capitale Australiana | 0,980                       | Svizzera                    |
| 2                           | Australia Occidentale                 | 0,967                       | Svizzera                    |
| 3                           | Nuovo Galles del Sud                  | 0,952                       | Hong Kong                   |
|                             | Australia (media)                     | 0,951                       | Hong Kong                   |
| 4                           | Victoria                              | 0,948                       | Danimarca                   |
| 5                           | Queensland                            | 0,944                       | Irlanda                     |
| 6                           | Territorio del Nord                   | 0,940                       | Finlandia                   |
| 7                           | Sud Australia                         | 0,939                       | Singapore                   |
| 8                           | Tasmania                              | 0,921                       | Stati Uniti                 |